# Gajvān
Gajvān (persiska: گجوان) är en ort i Iran.   Den ligger i provinsen Khorasan, i den nordöstra delen av landet, 700 km öster om huvudstaden Teheran. Gajvān ligger 1 079 meter över havet och antalet invånare är 959.
Terrängen runt Gajvān är platt åt sydväst, men åt nordost är den kuperad.Runt Gajvān är det ganska tätbefolkat, med 58 invånare per kvadratkilometer. Gajvān är det största samhället i trakten. Omgivningarna runt Gajvān är i huvudsak ett öppet busklandskap.